# Бо, Карло
Карло Бо (итал. Carlo Bo; род. 25 января 1911 г. Сестри-Леванте — ум. 21 июля 2001 г. Генуя) — итальянский учёный-лингвист, писатель, литературный критик, переводчик, профессор, в течение многих лет ректор университета в Урбино, носящего ныне его имя (Università degli Studi di Urbino «Carlo Bo»). Один из крупнейших специалистов в области французской и испанской литературы в Италии. Основатель Высшей школы лингвистики и литературного перевода в 1951 году (расположена в Милане).

## Жизнь и творчество
Образование получил в колледже ордена иезуитов в Генуе, затем во Флорентийском университете, где изучал литературу, культуру и искусство, в также современную филологию. Поле окончания учёбы с 1938 года преподавал французскую и испанскую литературы в университете Урбино, на факультете педагогики. В начале 1930-х годов знакомится с Джованни Папини и начинает печататься в его литературно-художественном журнале. Во время Второй мировой войны уезжает в родной Сестри-Деванте, оттуда переезжает в Риваназано, затем в Вальброну близ озера Комо. После окончания войны живёт в Милане с Маризой Ферро (1907—1991), оформили брак в 1963 году.
В период с 1947 по 2001 год, в течение 53 лет Карло Бо занимал должность ректора университета в Урбино, сохраняя этот титул до 2003 года. В 1951 году он основывает в Милане Высшую школу лингвистики и литературного перевода. С 1959 года Карло Бо — почётный гражданин города Урбино. Сотрудничал с газетой «Corriere della Sera». С 1972 года — глава комиссии по присуждению литературной премии «Базиликата». В 1984 году президент Итальянской республики подписывает указ о присвоении Карло Бо почётного звания сенатора пожизненно. Был награждён рядом орденов (орденом Минервы и др.). В 1996 году университет Вероны присваивает Карло Бо звание почётного доктора наук в области литературы и лингвистики. С 2001 года почётный гражданин своей родной коммуны Сестри-Леванте.
Получил увечья в результате падения с лестницы в своём доме в Сестри-Леванте, скончался в результате этого несчастного случая в больнице в Генуе. Похоронен в родном городе.
Великий офицер ордена «За заслуги» Итальянской республики (1960). Кавалер Большого креста ордена «За заслуги» Итальянской республики (1966).

## Избранные сочинения
- Жак Ривьер, о спутниках Одиссея (Jacques Rivière, Collana I compagni di Ulisse), Morcelliana, Brescia, 1935
- Изображение молодёжи у Сент-Бёва (Delle immagini giovanili di Sainte-Beuve, Collezione di Letteratura: Saggi e memorie), Fratelli Parenti Editori, Firenze, 1938
- Литература как жизнь (Letteratura come vita (1938, pubblicato su Il Frontespizio))

Otto studi, Vallecchi, Firenze, 1939
- Очерки о французской литературе (Saggi di letteratura francese), Morcelliana, Brescia, 1940* Поэзия Хуана Рамона, глашатая революции (La poesia con Juan Ramon, Edizioni di Rivoluzione), Firenze, 1941
- Массимо Бонтемпелли, путеводитель по современной культуре (Bontempelli, Guide di Cultura contemporanea), CEDAM, Padova, 1943
- Итоги сюрреализма, путеводитель по современной культуре (Bilancio del Surrealismo, Guide di Cultura contemporanea), CEDAM, Padova, 1944
- Малларме, критика-история-философия (Mallarmé, Collana Il pensiero. Critica-Storia-Filosofia), Rosa e Ballo Editori, Milano, 1945
- Дневники (Diario aperto e chiuso 1932—1944), Edizioni di Uomo, Milano, 1945; ristampa anastatica del 1945, Quattroventi, Urbino, 2012
- Новые лекции. Первая серия (Nuovi Studi. Prima Serie), Vallecchi Editore, Firenze, 1946
- Испанские карты (Carte Spagnole, Collana «Misure» n.3 diretta da Carlo Bo), Marzocco Editore, Firenze, 1948
- Мадам Бовари (Madame Bovary, Collana La Gazzella), Fussi Editore, Firenze, 1948
- Введение в неореализм (Inchiesta sul Neorealismo, a cura di Carlo Bo), Collana Quaderni della Radio, Edizioni Radio Italiana, Torino, 1951
- Новая французская поэзия (Nuova Poesia Francese, cura introduzione di Carlo Bo), Collezione Fenice n.16, Guanda, Parma, 1952 — II ed. accresciuta, 1955
- Сюрреализм (Il Surrealismo, a cura di Carlo Bo, Collana Etichette del nostro tempo.Saggi), Edizioni della Radio Italiana, Torino, 1953
- Реализм и поэзия Коррадо Альваро, 1958
- Христиане ли мы ещё? Флоренция, 1964
- Наследие Дж. Леопарди и другие эссе, Флоренция, 1964
- Два очерка о современной литературе, Флоренция, 1966
- Кризис французского романа в ХХ столетии, Cisalpino-Goliardia, Mailand, 1967
- Теплица для религии, Vallecchi, Firenze, 1967
- Друзья из Урбино, Istituto statale d ' Arte, Urbino, 1974
- В ожидании ветра, Die Astrogallo, Ancona, 1976
- Если она вернётся, Святая Франческа, Urbino, 1982; Vicenza, 2001; Castelvecchi Editore, Romа 2013
- В жилище герцога, Urbino 1982
- Рафаэль, красота и правда, Urbino, 1983
- По следам потерянного бога, Milano, 1984
- Одиночество и любовь, ожерелье мыслей и наслаждения, Camunia, Brescia 1985.

## Переводы (избранное)
- Федерико Гарсия Лорка, Поэзии, Парма, 1940
- Хуан Рамон Хименес, «Платеро», Флоренция, 1943
- Хосе Ортега-и-Гассет, «Азорин», Падуя, 1944
- Федерико Гарсия Лорка, «Джерма», Милан, 1945
- Мигель де Унамуно, «Эссенция Испании», Милан 1945
- Мигель де Унамуно, «Агония христианства» (L’agonia del Cristianesimo, Edizioni di Uomo, Milano, 1946)
- Ромуло Гальегос, «Донна Барбара», Милан, 1946
- Мигель де Унамуно, Антология поэзии (Antologia poetica, Fussi Editore, Firenze, 1949)
- Жорж Бернанос, «Синьор Уин» (Georges Bernanos, Il Signor Ouine, Collana La Medusa n.226), Mondadori, Milano, 1949
- Федерико Гарсия Лорка, проза (Federico García Lorca, Prose, Vallecchi), Firenze, 1954
- Федерико Гарсия Лорка, поэзия (Federico García Lorca, Poesie), Garzanti, Milano, 1979

## Антологии прозы и поэзии
- Лирика Чинквеченто (Lirici del Cinquecento, a cura di Mario Apollonio), Collana I Classici, Garzanti, Milano, 1941
- Испанская поэзия (Lirici spagnoli), Edizioni di Corrente, Milano, 1941
- Испанские рассказы (Narratori spagnoli), Bompiani, Milano, 1941
- Никколо Томмазео (Niccolò Tommaseo. Due baci e altri racconti), Bompiani, Milano, 1943
- Антология сюрреализма (Antologia del Surrealismo), Edizioni di Uomo, Milano, 1944
- Сент-Бёв, теория и критика, часть I (C.A. Sainte-Beuve. Teoria e Critica, volume I(il solo pubblicato)), Bompiani, Milano, 1947
- Антология негритянской поэзии (Antologia dei poeti negri), Fratelli Parenti, Firenze, 1954
- Анатоль Франс, избранное (Anatole France. Il meglio), Longanesi, Milano, 1959
- Луиджи Гуальдо, Стихотворения и новеллы (Luigi Gualdo. Romanzi e Novelle), Collana I Classici Italiani, Sansoni, Firenze, 1959
- Хосе Ортега-и-Гассет (José Ortega y Gasset. Lo spettatore Bompiani), Milano, 1949—1960 (2 volumi)
- Густав Флобер, избранное (Gustave Flaubert. I Capolavori), Mursia, Milano, 1967
- Жан-Пьер Ришар, Создание формы (Jean Pierre Richard. La creazione della forma), Rizzoli, Milano, 1969

## Награды
- Кавалер Большого креста ордена «За заслуги перед Итальянской Республикой» (27 декабря 1966 года)[3]
- Великий офицер ордена «За заслуги перед Итальянской Республикой» (2 июня 1960 года)[4]